# Pycnonotus simplex
Pycnonotus simplex là một loài chim trong họ Pycnonotidae. Chúng thường được tìm thấy ở khu vựcĐông Nam Á, từ bán đảo Malay đến Borneo.

## Tham khảo

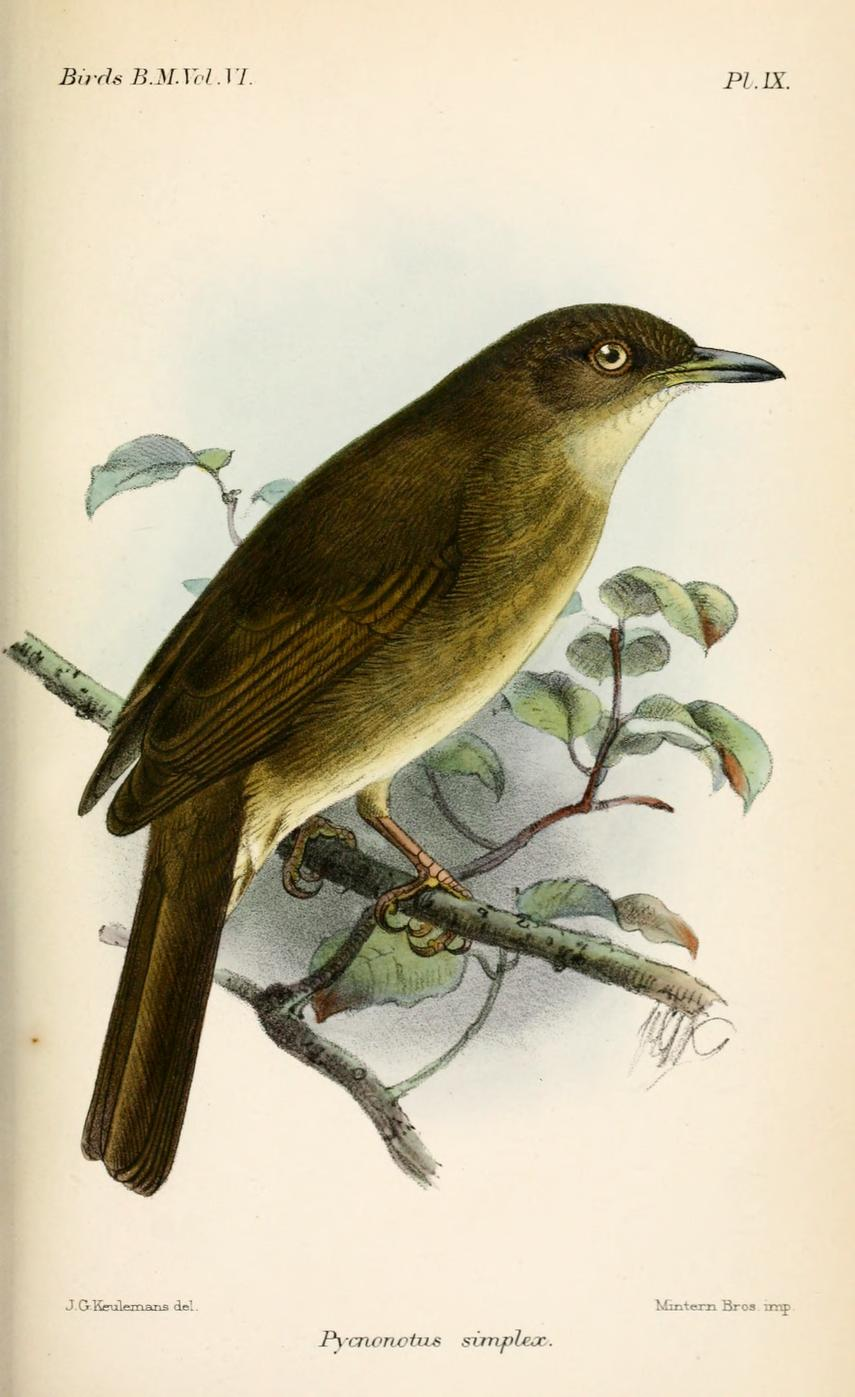
Illustration by Keulemans, 1881